# 嘉利来案
嘉利来事件或嘉利来案，是1995年发生在中國北京的一件经济案件，但由于角力的是各政府部门，使得这一相对简单的侵权案件经历了繁杂和漫长的博弈过程，并成为公共事件被广为关注。

## 起因
1995年3月30日，香港嘉利来国际集团有限公司（占股60%）、北京市二商集团有限责任公司（占股32%）、北京恒业房地产综合开发经营公司（占股8%）合作的北京嘉利来房地产有限公司正式成立，开发位于北京市朝阳区新源南路的北京嘉利来世贸中心项目。到2001年中旬，北京嘉利来公司建设的北京嘉利来世贸中心项目建设工程规划许可证、国有土地使用证、建设工程开工证、商品房销售许可证等证件齐备，投入了4亿多人民币，支付了土地出让费、折迁费、补偿费、工程设计费等费用，完成了桩基工程、筏基工程等前期工程。此时北京嘉利来世贸中心项目市值已升至10亿元人民币左右。
以下按此简称名称
- 香港嘉利来：香港嘉利来国际集团有限公司
- 北京二商：北京市二商集团有限责任公司